# 仙遊公主

仙遊公主（？—1492年），明朝公主，明憲宗第六女，母岳静妃。
弘治五年八月去世，未下嫁，被异母兄明孝宗追封为公主，并按照長泰公主标准行葬礼。